# John Obadiah Westwood
John Obadiah Westwood (ur. 22 grudnia 1805 w Sheffield, zm. 2 stycznia 1893) – angielski entomolog i archeolog, pamiętany również za talent artystyczny. Początkowo studiował prawo, ale porzucił studia na rzecz innych zainteresowań. Był kustoszem a później – dzięki nominacji Fredericka Williama Hope'a – profesorem (pierwszy „Hope Professor”) na Uniwersytecie Oksfordzkim. Był członkiem Towarzystwa Linneuszowskiego w Londynie i przewodniczącym Królewskiego Towarzystwa Entomologicznego (Royal Entomological Society of London).

## Prace
- Class Insecta [W:] Griffith, E. The animal kingdom arranged in conformity with its organization by the Baron Cuvier. Whittaker, London. 796 pp (1832)
- An introduction to the modern classification of insects Longman, Orme, Brown, Green, and Longmans, London. (1839)
- Synopsis of the genera of British Insects. Longman, Orme, Brown, Green, and Longmans, London. 158 pp. (1840)
- The Cabinet of Oriental Entomology (1848)
- Thesaurus Entomologicus Oxoniensis: or illustrations of new, rare and interesting insects, for the most part coloured, in the collections presented to the University of Oxford by the Rev. F.W. Hope. London: McMillan & Co., i-xxiv, 205 pp., 40 pls (1874)
- Description of several British forms amongst the parasitic hymenopterous insects. London & Edinburgh Philos.Mag.J.Sci. 1: 127–129 (1832)
- Further notices of the British parasitic hymenopterous insects; together with the "Transactions of a fly with a long tail," observed by Mr. E.W. Lewis; and additional observations. Magazine of Natural History 6: 414–421 (1833)
- Descriptions of several new British forms amongst the parasitic hymenopterous insects. London & Edinburgh Philos.Mag.J.Sci. 2: 443–445 (1833)
- Descriptions of several new British forms amongst the parasitic hymenopterous insects. London & Edinburgh Philos.Mag.J.Sci. 3: 342–344 (1833)
- ...Hymenopterous Insects, which Mr Westwood regarded as new to science. Proceedings of the Zoological Society of London 3: 68–72 (1835)
- Characters of new genera and species of hymenopterous insects. Proceedings of the Zoological Society of London 3: 51–72 (1835)
- Observations on the genus Typhlopone, with descriptions of several exotic species of ants. Annals and Magazine of Natural History 6: 81–89 (1840)
- On the Evaniidae and some allied genera of hymenopterous insects. Annals and Magazine of Natural History (1)7: 535–538 (1841)
- Monograph of the hymenopterous group, Dorylides. Arcana Entomologica 1(5): 73–80 (1842)
- On Evania and some allied genera of hymenopterous insects. Transactions of the Royal Entomological Society of London 3(4): 237–278 (1843)
- Description of a new species of the hymenopterous genus Aenictus, belonging to the Dorylidae. Journal of Proceedings of the Entomological Society of London 1840–1846: 85 (1843)
- Description of a new dorylideous insect from South Africa, belonging to the genus Aenictus. Transactions of the Entomological Society of London 4: 237–238 (1847)
- Description of the "Driver" ants, described in the preceding article. Transactions of the Entomological Society of London 5: 16–18 (1847)
- Descriptions of some new species of exotic Hymenoptera belonging to Evania and the allied genera, being a supplement to a memoir on those insects published in the third volume of the Transactions of the Entomological Society. Transactions of the Royal Entomological Society of London (2)1: 213–234 (1851)
- Descriptions of some new species of short-tongued bees belonging to the genus Nomia. Transactions of the Entomological Society of London 1875: 207–222 (1875)
- Contributions to fossil entomology. Quarterly Journal of the Geological Society of London 10: 378–396 1854